# Sae Eun Park
Sae Eun Park (박세은?; Seul, dicembre 1989) è una ballerina sudcoreana, danseuse étoile del balletto dell'Opéra di Parigi e vincitrice del Prix Benois de la Danse.

## Biografia
Sae Eun Park è nata a Seul e ha cominciato a studiare danza all'età di dieci anni. Si è perfezionata all'Università Nazionale delle Arti di Seul seguendo prevalentemente il metodo Vaganova; successivamente ha cominciato a praticare il metodo francese sotto la supervisione di Kim Yong-geol. Nel 2006 ha vinto la medaglia d'argento dell'USA International Ballet Competition, mentre l'anno successivo ha ottenuto una borsa di studio per l'American Ballet Theatre dopo aver partecipato al Prix de Lausanne.
Nel maggio 2009 è tornata nel suo paese natale per danzare come solista nel Balletto Nazionale Coreano e nel 2010 si è aggiudicata il primo posto al concorso internazionale di balletto di Varna. Nel 2011 è stata scritturata nel corps de ballet del Balletto dell'Opéra di Parigi, di cui ha scalato rapidamente i ranghi: nel 2013 è stata promossa a coryphée, nel 2014 a solista, nel 2017 a ballerina principale e nel 2021 a danseuse étoile. Inoltre, nel 2018 ha vinto il Prix Benois de la Danse per Jewels.
Il suo repertorio all'Opéra Garnier include alcuni dei maggiori ruoli femminili, tra cui Myrtha e l'eponima protagonista in Giselle, Tatiana nell'Onegin di John Cranko, Manon ne La Dame aux Camélias di John Neumeier e diversi ruoli coreografati da Rudol'f Nureev, tra cui Henriette in Rajmonda e Giulietta in Romeo e Giulietta.

## Riconoscimenti
- 2007 – Prix de Lausanne
- 2010 – Medaglia d'oro al Concorso internazionale di balletto di Varna
- 2013 – Premio Cercle Carpeaux (condiviso con Germain Louvet)
- 2018 – Prix Benois de la Danse
- 2021 – Premio culturale France-Corée